# Puoltikasvaara
Puoltikasvaara – miejscowość w północnej Szwecji, w Laponii. Leży w gminie Gällivare, w regionie Norrbotten i liczy 181 mieszkańców (2005). Puoltikasvaara leży pomiędzy Kiruną a Gällivare, nad jeziorem Soutujärvi.